# Feliks Zemdegs
Feliks Zemdegs (ur. 20 grudnia 1995 w Melbourne) – australijski speedcuber, czternastokrotny mistrz świata, ośmiokrotny rekordzista świata w pojedynczym ułożeniu kostki 3×3×3.

## Życiorys
Jego nazwisko jest łotewskie, a jego dziadkowie ze strony matki pochodzą z Litwy. Zemdegs zainteresował się speedcubingiem w kwietniu 2008 roku, po obejrzeniu kilku poradników na YouTube. Jego pierwszy nieoficjalny rekord średniej to 19,73 sekundy, co osiągnął 14 czerwca 2008 roku.
Pierwszym zwycięstwem Zemdegsa były Mistrzostwa Nowej Zelandii z lipca 2009 roku.
Podczas Melbourne Cube Day 2010 Zemdegs pobił swój pierwszy rekord świata w pojedynczym ułożeniu kostki 3×3×3 z wynikiem 7,03. Następnie przez lata 2010–2011 jeszcze pięciokrotnie bił rekord świata zostając pierwszym człowiekiem, który pobił granicę 7 i 6 sekund. Jego ostatni rekord świata miał miejsce na Melbourne Winter Open 2011 i wynosił 5,66 sekundy i został pobity dopiero w 2013 roku przez Matsa Valka (5,55). W grudniu 2016 roku ponownie rekord świata powrócił do Feliksa, równocześnie odbierając rekord Matsa Valka (4,74).
Jeszcze raz pobił rekord (4,594), który niestety znowu został pobity (4,591). Jest jednym z najlepszych speedcuberów na świecie.
Na MŚ Zemdegs zdobył w kostce 3×3×3 brązowy medal w 2011 roku oraz dwa razy mistrzostwo świata w 2013 i 2015 roku.

## Rekordy świata
| Konkurencja     | Wynik  | Zawody                 |
| 3×3×3 (średnia) | 5,53 s | Odd Day in Sydney 2019 |

## Posiadanehistoryczne rekordy w pojedynczym ułożeniu 3×3×3
- 7,03 s: Melbourne Cube Day 2010
- 6,77 s: Melbourne Cube Day 2010
- 6,65 s: Melbourne Summer Open 2011
- 6,24 s: Kubaroo Open 2011
- 6,18 s: Melbourne Winter Open 2011
- 5,66 s: Melbourne Winter Open 2011
- 4,73 s: Melbourne POPS Open 2016
- 4,59 s: Hobart Summer 2018
- 4,22 s: Cube for Cambodia 2018